# Zaleya
Zaleya é um género botânico pertencente à família Aizoaceae.